# Ramsay Crooks

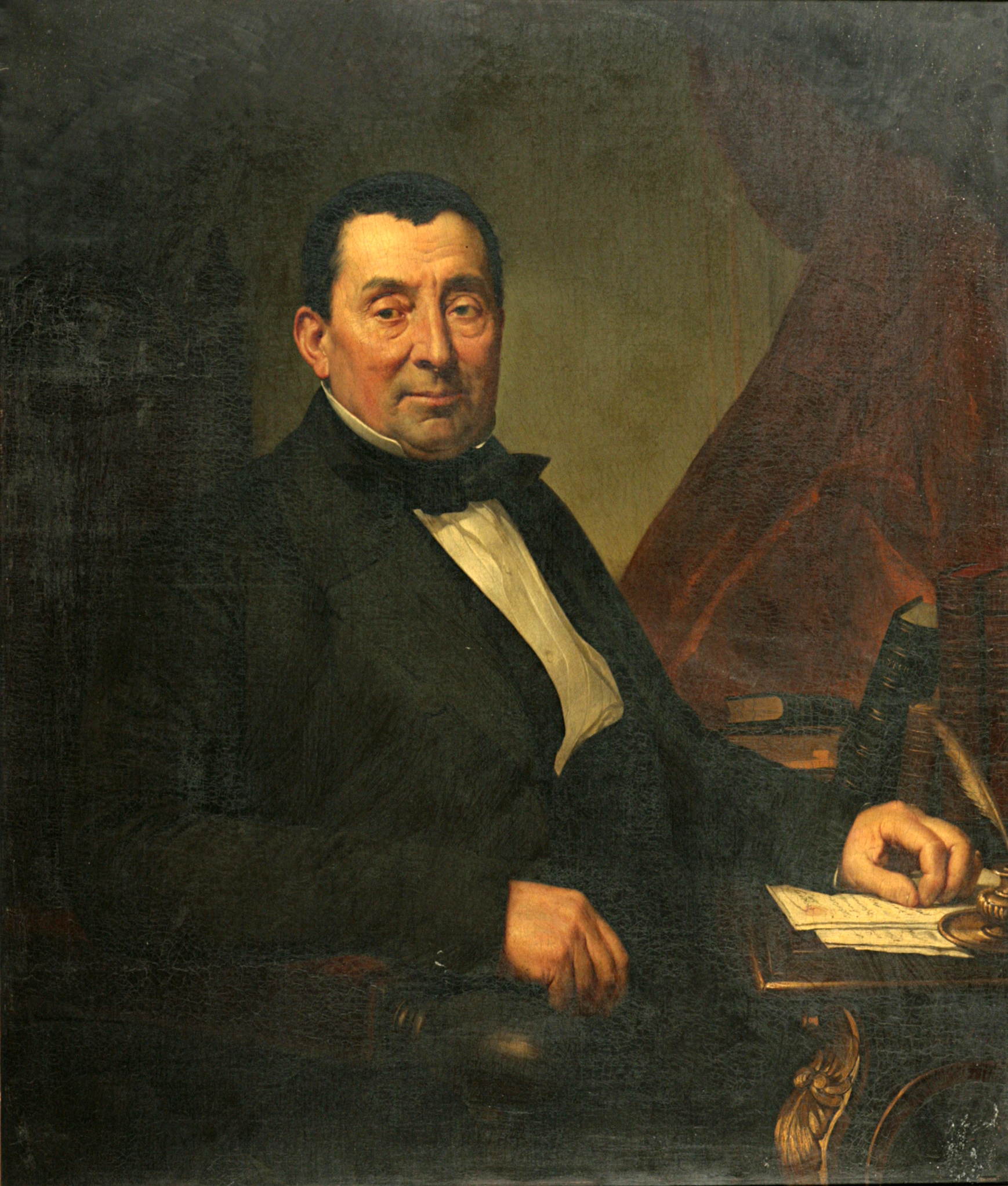
Ramsay Crooks.

Ramsay Crooks (2 de enero de 1787 – 6 de junio de 1859) fue un comerciante de pieles de origen escocés que es recordado por haber participado en la expedición de Astor de 1809 para establecer el comercio de pieles en la costa del Pacífico.

## Biografía
Ramsay Crooks emigró a Canadá desde Escocia en 1803, acompañado por su madre viuda y algunos hermanos; dos de sus hermanos, incluyendo el mayor, James, y un medio hermano, ya habían llegado al Alto Canadá en la década anterior. Ramsay trabajó en varios puestos comerciales en la zona de los Grandes Lagos y en la región del Alto Misuri, un periodo que le sirvió de aprendizaje en el duro comercio de pieles.
En 1809 fue persuadido por W. Price Hunt para ayudarle a organizar y dirigir la expedición por tierra que serviría para establecer el primer puesto comercial estadounidense del comercio de pieles en el Pacífico. Trabajaban al servicio de John Jacob Astor y su recién creada Pacific Fur Company, de la que Crooks fue nombrado socio fundador.
En esa expedición Crooks, debido a una enfermedad, se retrasó y fue el último en llegar a Fort Astoria, en el entonces Territorio de Oregón, en 1812, unos meses después que sus compañeros. Crooks emprendió al poco el viaje de regreso, liderado por Robert Stuart dejando Fort Astoria en junio. Pasaron el invierno en el río Platte y llegaron a San Luis el año siguiente. En ese viaje descubrieron el paso Sur (South Pass), el paso de montaña a través de las Montañas Rocosas en Wyoming, que tan importante iba a ser para la colonización del Territorio de Oregón, California y la costa del Pacífico.
Crooks siguió ligado a la American Fur Company, de la que se convirtió en director general en 1817. Cuando Astor vendió la compañía en 1834, Crooks y otros tres accionistas la compraron pasando Crooks a ser presidente de la compañía desde 1834 a 1859.